# Summers-Gletscher
Der Summers-Gletscher ist ein Gletscher in den Victory Mountains des ostantarktischen Viktorialands. Er fließt aus der Umgebung westlich des Latino Peak in südlicher Richtung und mündet in den Pearl-Harbor-Gletscher.
Der United States Geological Survey kartierte ihn anhand eigener Vermessungen und Luftaufnahmen der United States Navy aus den Jahren von 1960 bis 1964. Das Advisory Committee on Antarctic Names benannte ihn im Jahr 1970 nach James L. Summers, leitender Installateur auf der McMurdo-Station im Jahr 1967.